# Ligne de tramway 488/1
La ligne 488/1 d'après son numéro de tableau horaire est une ancienne ligne de tramway du Groupe d'Hasselt de la Société nationale des chemins de fer vicinaux (SNCV) qui a fonctionné entre le 1er septembre 1899 et le mai 1950.

## Histoire
La ligne est mise en service en traction vapeur le 1er septembre 1899 entre la gare d'Hasselt et Bour-Léopold (nouvelle section, capital 88).
Elle est supprimée en mai 1950 et remplacée par une ligne d'autobus (tableau 884), ses voies sont fermées à tout-trafic le même mois à l'exception de la section du charbonnage de Beringen à Beringen Station qui reste utilisée par la ligne 621/2,.
Les voies sont démontées entre le charbonnage de Beringen et Bourg-Léopold au cours de l'année 1951.

## Exploitation

### Horaires
Tableaux :
- 488 en 1931, numéro partagé à partir de 1932 avec la ligne électrique 2 (488/2) Hasselt - Zonhoven[4],[5].